# 南鹰鸮
，是鸮形目鸱鸮科的一种鸟类。
南鹰鸮体重约282.19克，翼长约226.5毫米，嘴峰长约26.2毫米，喙宽度约7.7毫米，喙厚度约13.2毫米，跗蹠长约40.6毫米，尾长约143毫米。南鹰鸮是部分迁徙的鸟类，其栖息在半开放的高大树木组成的森林中，食性为肉食性，主要食物来源是陆生无脊椎动物。

## 亚种
- ：分布于莫阿岛、罗芒岛等岛屿。
- ：分布于巴巴群岛。
- ：分布于新几内亚南部。
- ：分布于薩武群島和澳大利亚北部、西部和西南部。
- ：分布于澳大利亚东部沿海地区。
- ：分布于北昆士兰。[4]